# Визит Виктора Орбана в Россию (2024)
Визит Виктора Орбана в Россию состоялся 5 июля 2024 года. Четырнадцатая по счёту встреча премьер-министра Венгрии Виктора Орбана с президентом России Владимиром Путиным происходила в первые дни председательства Венгрии в Совете Европейского союза; ей непосредственно предшествовал визит Орбана в Киев, а за нею последовал визит Орбана в Пекин. Переговоры с Владимиром Путиным в Москве касались поиска мирного решения конфликта между Россией и Украиной, сам Орбан назвал свои визиты «миссией мира». Встреча Орбана и Путина в Москве явилась первой такой встречей с Путиным какого-либо лидера Европейского союза с 2022 года и вызвала недовольство среди высших руководителей Евросоюза.

## Предыстория и геополитический контекст
Визит в Москву произошел несколько дней после посещения Киева, где 2 июля премьер-министр Венгрии провел встречу с Владимиром Зеленским, в ходе которой предложил рассмотреть возможность немедленного прекращения огня; предложение не было принято. 
Виктор Орбан стал первым лидером страны, входящей в ЕС, посетившим Россию после начала военных действий на Украине в 2022 году, встреча с Владимиром Путиным стала для него четырнадцатой по счету. 
Орбан долгое время считался союзником Путина в Европе и агитировал за прекращение огня, а не за военную поддержку Украины со стороны ЕС.
Встреча также проходила в преддверии саммита НАТО в Вашингтоне в середине июля того же года, а также встречи Орбана с кандидатом в президенты США Дональдом Трампом, с возможным избранием которого руководство Венгрии связывало надежды на прекращение украинского конфликта.

## Ход визита
5 июля 2024 года состоялся рабочий визит премьер-министра Венгрии Виктора Орбана в Россию. По прибытии в аэропорт Внуково-2 его встретил директор Департамента государственного протокола МИД России Игорь Богдашев. 
Виктор Орбан и Владимир Путин провели трехчасовую встречу за закрытыми дверями, обсуждались пути прекращения конфликта на Украине
На последовавшей пресс-конференции Путин поблагодарил Орбана за попытку восстановить диалог между Россией и Европой, назвал прошедшие переговоры «откровенными и полезными» и подчеркнул, что Россия остается открытой для обсуждения политико-дипломатического урегулирования. 
Виктор Орбан признал, что для завершения российско-украинского конфликта потребуется много шагов по сближению позиций сторон.

## Реакции и последствия
5 июля, во время проведения встречи в Москве, Верховный представитель Европейского Союза по иностранным делам и политике безопасности Жозеп Боррель выпустил официальное заявление, в котором среди прочего говорилось: «Визит премьер-министра Виктора Орбана в Москву проходит исключительно в рамках двусторонних отношений между Венгрией и Россией. <…> Премьер-министр Орбан не имеет никакого мандата от 
Совета ЕС на посещение Москвы. Позиция ЕС в отношении агрессивной войны России против Украины отражена во многих заявлениях Европейского совета. Эта позиция исключает официальные контакты между ЕС и президентом Путиным. Таким образом, премьер-министр Венгрии не представляет ЕС в какой бы то ни было форме.»
Председатель Европейского совета Шарль Мишель назвал визит Орбана в Москву «политической ошибкой», и заявил, что Орбан, поехав в Россию в самом начале председательства Венгрии в Совете Европейского союза, использовал визит для демонстрации своей позиции, которая не разделяется большинством национальных правительств стран Европейского союза. Президент Еврокомиссии Урсула фон дер Ляйен также раскритиковала решение Орбана о визите в Москву. Американская Washington Post назвала визит дипломатическим триумфом для Владимира Путина в свете председательства Венгрии в ЕС.
МИД Украины выступил с критикой поездки, указав что решение о ней было принято без согласования и координации с Украиной. Критика визита также последовала от посла США в Венгрии Дэвида Прессмана, высказывания которого были, в свою очередь, осуждены МИД Венгрии как вмешательство во внутренние дела страны со стороны США.
22 июля 2024 года Боррель, вновь подвергнув критике визит Орбана, подтвердил, что руководство ЕС и прочие страны ЕС будут де-факто бойкотировать председательство Венгрии в Совете Европейского союза, решение о чём было объявлено Европейской комиссией ранее, 15 июля.
.